# Саман Годдос
Саман Годдос (швед. Saman Ghoddos, перс. سامان قدوس, нар. 6 вересня 1993, Мальме) — шведський і іранський футболіст, півзахисник, нападник клубу «Брентфорд» і національної збірної Ірану.
Володар Кубка Швеції. 

## Клубна кар'єра
Народився 6 вересня 1993 року в місті Мальме. Вихованець юнацьких команд низки футбольних клубів, включаючи провідний місцевий клуб «Мальме».
У дорослому футболі дебютував 2011 року виступами за команду клубу «Лімгамн Бункефло», в якій провів два сезони, взявши участь у 41 матчі чемпіонату. Більшість часу, проведеного у складі У складі, був основним гравцем команди.
Своєю грою за цю команду привернув увагу представників тренерського штабу клубу «Треллеборг», до складу якого приєднався 2013 року. Відіграв за команду з Треллеборга один рік своєї ігрової кар'єри.
2014 року уклав контракт з клубом «Сиріанска», у складі якого провів наступні два сезони своєї кар'єри гравця. Граючи у складі «Сиріански» також здебільшого виходив на поле в основному складі команди.
До складу клубу «Естерсунд» приєднався 2016 року. 2017 року допоміг команді вибороти Кубок країни. Завдяки цьому наступного сезону клуб дебютував в єврокубках, ставши учасником Ліги Європи 2017/18, де пройшов два кваліфікаційні раунди, раунд плей-оф, а згодом подолав груповий етап, і лише на стадії 1/16 фіналу був вибитий лондонським «Арсеналом». По ходу цієї тріумфіальної кампанії шведського клубу Годдос відіграв у 13 матчах на євроарені, забивши чотири голи, включаючи два голи на груповому етапі — по одному у кожному з матчів проти луганської «Зорі».
Влітку 2018 підписав 5-річний контракт з французьким «Ам'єном».
21 вересня 2020 року Годдос приєднався до англійського «Брентфорда» на умовах однорічної оренди з подальшим правом дворічного викупу. 14 січня 2021 року «Брентфорд» скористався правом викупу і Годдос став гравцем клубу до 2023 року.

## Виступи за збірні
На початку 2017 року провів дві товариські гри у складі національної збірної Швеції. 
Пізніше того ж року з'явилася інформація про можливу зміну гравцем футбольного громадянства. Влітку 2017 року Годдос повідомив про отримання паспорту Ірану, рідної країни його батьків, а вже за декілька днів був викликаний до лав національної збірної Ірану. Його дебют за цю команду відбувся після владнання усіх формальностей і отримання дозволу від ФІФА 5 жовтня 2017 року у товариській грі проти Того.

## Титули і досягнення
- Володар Кубка Швеції (1):

«Естерсунд»: 2016-2017
Особисті досягнення
- Гравець місяця Аллсвенскан: липень 2018[4]